# Resolución 817 del Consejo de Seguridad de las Naciones Unidas
La resolución 817 del Consejo de Seguridad de las Naciones Unidas fue adoptada por unanimidad el 7 de abril de 1993, después de examinar la solicitud de la República de Macedonia para la membresía en la Organización de las Naciones Unidas. En el texto, el Consejo recomendó a la Asamblea General que Macedonia fuese admitida, siendo provisionalmente referido para todos los propósitos dentro de las Naciones Unidas como «ex República Yugoslava de Macedonia» hasta que se llegase a un acuerdo sobre la diferencia que había surgido con respecto al nombre del mismo. 
El Consejo también celebró que los copresidentes del Comité Directivo de la Conferencia Internacional sobre la ex Yugoslavia estuviesen dispuestos a resolver dicha disputa.